# Piotr Kraśko
Piotr Roman Kraśko (ur. 11 lipca 1971 w Warszawie) – polski dziennikarz, prezenter telewizyjny, publicysta i teatrolog.
W latach 1991–2016 dziennikarz Telewizji Polskiej; korespondent TVP w Brukseli (2003), Rzymie (2004–2005) oraz Waszyngtonie (2005–2008), w latach 2012–2016 szef redakcji Wiadomości TVP1. W latach 2015–2020 związany z radiem Tok FM. Od 2016 dziennikarz TVN; współprowadzący Dzień dobry TVN (2016–2020), prowadzący programu Fakty o świecie (2016–2020), od 2020 prowadzący Faktów.
Dwukrotny laureat Wiktora w kategorii prezenter telewizyjny (2008, 2013) oraz Telekamery w kategorii osobowość informacje (2021).

## Życiorys
Jest synem producentki filmowej Barbary Pietkiewicz i dziennikarza Tadeusza Kraśki, a wnukiem działacza komunistycznego Wincentego Kraśki. Jego macochą była Nina Terentiew. Brat cioteczny dziennikarki Moniki Richardson.
Ukończył IX Liceum Ogólnokształcące im. Klementyny Hoffmanowej w Warszawie, a następnie studia na Wydziale Wiedzy o Teatrze Państwowej Wyższej Szkoły Teatralnej w Warszawie.
W latach 1988–1989 był członkiem redakcji niezależnego pisma młodzieży licealnej „Uczeń Polski”; pisał pod pseudonimem „Piotr Mucha”. Związany był z Tygodnikiem Akademickim „Auditorium”. W czasach PRL występował w Telewizji Polskiej jako prezenter programu dla dzieci i młodzieży 5-10-15, później, dzięki wygranej plebiscytu zorganizowanego przez telewizję, był spikerem TVP1 (listopad 1993-lato 2001). Przygotowywał także magazyn interwencyjny Na żywo oraz program poświęcony środkom masowego przekazu Oblicza mediów.
W latach 2003–2004 relacjonował Rajd Dakar dla Telewizji Polskiej. Następnie został korespondentem w Rzymie. Po wygaśnięciu kontraktu korespondenta TVP w Ameryce Mariusza Maxa Kolonki w 2005 został przeniesiony do Waszyngtonu. Wielokrotnie relacjonował pielgrzymki papieża Jana Pawła II, był korespondentem TVP z punktów zapalnych na całym świecie (m.in. Afryka). Przygotowywał relacje z zamachów bombowych w Londynie w 2005, a także z katastrofalnego tsunami w Azji w 2004. Był również w Smoleńsku w kwietniu 2010 i relacjonował wydarzenia tuż po katastrofie polskiego Tu-154. Natomiast w marcu 2011 przebywał w Japonii, skąd relacjonował wydarzenia po tragicznym trzęsieniu ziemi, tsunami i katastrofie jądrowej w elektrowni Fukushima I. W lutym 2014 przebywał w Kijowie, gdzie relacjonował wydarzenia podczas Euromajdanu.
Od 27 maja 2008 był gospodarzem głównego wydania Wiadomości, a od 26 stycznia 2012 również redaktorem naczelnym tego programu. Od 2 marca 2009 prowadził program publicystyczny Rozmowa Jedynki. Od 26 października 2011 do 10 lipca 2013 był gospodarzem magazynu Na pierwszym planie w TVP1. Od września 2013 prowadził w TVP Info program Dziś wieczorem nadawany po głównym wydaniu Wiadomości. Na początku stycznia 2016 został odsunięty od prowadzenia programu, 11 stycznia 2016 zakończył pracę w TVP. Na stanowisku redaktora naczelnego programu zastąpiła go Marzena Paczuska-Tętnik.
Od kwietnia 2016 związany z Grupą TVN. W latach 2016–2020 prowadził program Fakty o świecie w TVN24 BIS, a od 22 lipca 2020 prowadzi Fakty w TVN i Fakty po Faktach w TVN24 i TVN24 BiS. Do lipca 2020 współprowadził z Kingą Rusin poranny program Dzień dobry TVN. Od czerwca 2015 do lipca 2020 był gospodarzem środowych poranków w radiu Tok FM. W październiku 2020 dla telewizji TVN przeprowadził wywiad z kard. Stanisławem Dziwiszem nt. nadużyć seksualnych w Kościele katolickim. W czerwcu 2023 wrócił do prowadzenia Faktów o świecie w TVN24 BiS.

## Życie prywatne
W latach 2000–2004 żonaty z Dominiką Czwartosz. We wrześniu 2008 jego żoną została Karolina Ferenstein, z którą ma dwóch synów, Konstantego (ur. 16 czerwca 2007) i Aleksandra (ur. 21 października 2009) oraz córkę Larę (ur. 14 stycznia 2016).
W październiku 2022 w programie Dzień dobry TVN wyznał, że zmaga się z depresją.

### Konflikty z prawem
- W 2009 utracił uprawnienia do prowadzenia pojazdów z powodu przekroczenia dopuszczalnej liczby punktów karnych. Prawo jazdy odzyskał w tym samym roku po zdaniu ponownego egzaminu teoretycznego i praktycznego[21].
- Uprawnienia ponownie utracił w 2014 i nie podszedł do egzaminu wymaganego do tego by je odzyskać. W 2016 prowadząc samochód osobowy bez wymaganych dokumentów, został zatrzymany przez policję na terenie powiatu ostrołęckiego. Sąd Rejonowy w Ostrołęce uznał go za winnego i skazał dziennikarza na karę grzywny w wysokości 100 000 zł i pokrycie kosztów postępowania sądowego[22].
- 1 kwietnia 2021 w województwie podlaskim został zatrzymany podczas prowadzenia samochodu bez ważnego prawa jazdy. 15 września 2021 sąd w Łomży prawomocnie skazał Kraśkę za naruszenie zakazu prowadzenia pojazdów, wymierzając mu karę 7 500 zł grzywny i rok zakazu prowadzenia pojazdów[23].
- W latach 2012–2016 Kraśko nie składał w terminie wymaganych zeznań podatkowych związanych z pracą etatową i prowadzeniem działalności gospodarczej. W wyniku kontroli służb skarbowych dziennikarz zobowiązany został do opłacenia zaległych podatków z odsetkami w wysokości ok. 760 000 zł. Wraz z zaległymi zeznaniami podatkowymi przekazał dodatkowe faktury, które wystawił w analizowanym okresie, co zwiększyło kwotę do zapłaty do ok. 850 000 zł[24].

## Publikacje

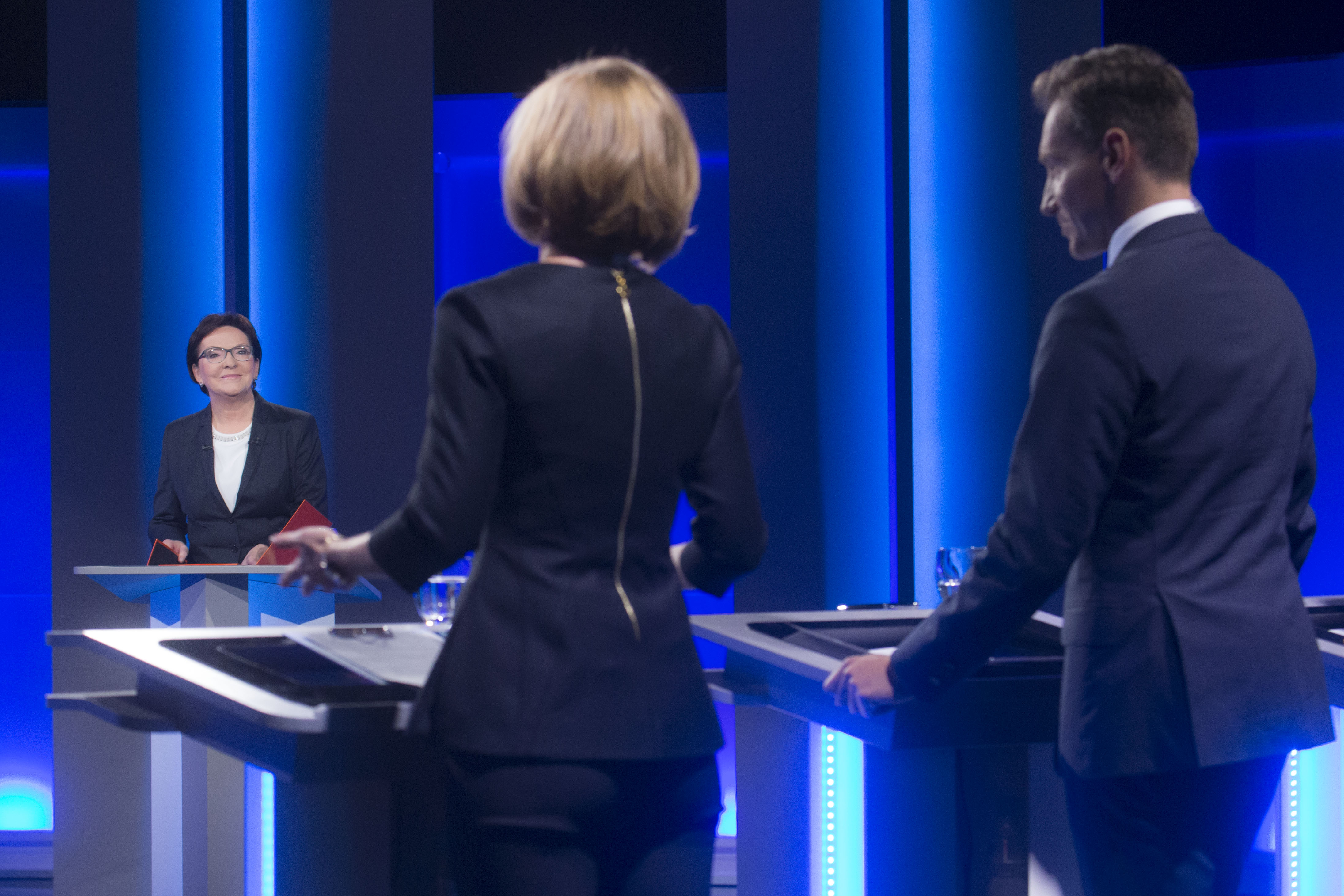
„Rozmowa o Polsce” – debata Premier Ewy Kopacz z Beatą Szydło, 19.10.2015

- Dyskretny urok wystąpień publicznych, czyli Jak zmienić koszmar w radość (wraz z Tomaszem Kammelem, Robertem Kroolem), Warszawa 2002, ISBN 83-88931-22-9.
- Kiedy świat się zatrzymał. 63 dni w Watykanie z Piotrem Kraśko (rozmawia Marcin Witan), Katowice 2005, ISBN 83-7030-449-4.
- Rok reportera, Katowice 2009, ISBN 978-83-7030-660-1.
- Smoleńsk – 10 kwietnia 2010, Warszawa 2010, ISBN 978-83-62343-09-6.
- Alaska – Świat według reportera, Warszawa 2011, ISBN 978-83-7596-141-6.
- Świat w pigułce, czyli Teksas jest większy od Francji, Warszawa 2011, ISBN 978-83-7596-233-8.
- Rwanda – W stanie wojny, Warszawa 2012, ISBN 978-83-7596-257-4.
- Irak – W stanie wojny, Warszawa 2012, ISBN 978-83-7596-258-1.
- Bejrut – W stanie wojny, Warszawa 2012, ISBN 978-83-7596-259-8.
- Wielka Brytania – Świat według reportera, Warszawa 2012, ISBN 978-83-7596-261-1.
- Francja – Świat według reportera, Warszawa 2012, ISBN 978-83-7596-264-2.

## Filmografia
Aktor
- Opowieści weekendowe: Ostatni krąg (1997) jako dziennikarz
- Ambassada (2013) jako redaktor TVP

Inne
- W pustyni i w puszczy (film) / W pustyni i w puszczy (serial) (2004) – rzecznik prasowy filmu
- Dakar. Tak było (2004) – scenariusz i realizacja
- Małpy w kosmosie (2008) jako narrator w polskiej wersji językowej

## Nagrody
- Laureat nagrody Wiktora 2008 w kategorii „Najlepszy prezenter TV”
- Laureat nagrody Wiktora 2013 w kategorii „Prezenter Telewizyjny”
- Nominowany do nagrody Gwiazda Plejady w kategorii „Debiut roku” podczas Wielkiej Gali Gwiazd Plejady[25].
- Telekamera Tele Tygodnia 2021 w kategorii Osobowość Informacje[26].